# Індрек Тооме
Індрек Хербертович Тооме (ест. Indrek Toome; 19 вересня 1943, Таллінн, Естонія — 28 лютого 2023) — естонський партійний діяч. У 1988—1990 роках обіймав посаду голови Ради міністрів Естонської РСР. Депутат Верховної ради Естонської РСР 8—11-го скликань. Народний депутат СРСР (1989—1991).

## Життєпис
Народився в родині робітників. 1968 року закінчив Талліннський політехнічний інститут (нині Талліннський технічний університет), здобувши фах електроінженера. У 1968 році працював асистентом кафедри промислової електроніки Талліннського політехнічного інституту. Член КПРС з 1968 по 1991 рік.
У 1968—1970 роках — завідувач відділу студентської молоді ЦК ЛКСМ Естонії. У 1970—1972 роках — відповідальний організатор та інспектор відділу комсомольських органів ЦК ВЛКСМ.
У 1972 році — секретар ЦК ЛКСМ Естонії, а з 6 вересня 1972 по 15 грудня 1978 року — 1-й секретар ЦК ЛКСМ Естонії.
У 1978—1984 роках — 1-й секретар Тартуського міського комітету КП Естонії. Закінчив Вищу партійну школу при ЦК КПРС.
З березня 1984 року — заступник, у 1984 — січні 1988 року — 1-й заступник голови Ради міністрів Естонської РСР.
З 16 січня по 7 грудня 1988 року — секретар ЦК КП Естонії з питань ідеології.
З 16 листопада 1988 до 3 квітня 1990 року Тооме очолював Раду міністрів Естонської РСР. Його уряд зазнав тиску з боку так званої «Співочої революції». Після падіння радянської влади в Естонії, 3 квітня 1990, Тооме передав владу першому після закінчення Другої світової війни демократично обраному прем'єр-міністру Естонії, Едгару Савісаару. У 1990—1991 роках — голова комісії із закордонних справ Верховної ради Естонії. 20 січня 1991 року Естонія знову стала незалежною державою.
З 1992 року Тооме є партнером в одній з ріелторських компаній. 1995 року Талліннський районний суд визнав його винним у спробі отримання хабара та засудив до сплати штрафу.
Помер 28 лютого 2023 року.

## Нагороди
- орден Дружби народів (1981)
- орден «Знак Пошани» (1973)
- медалі